# Wasteland 2
Wasteland 2 – komputerowa gra fabularna utrzymana w realiach postapokaliptycznych wydana na platformy Microsoft Windows, OS X oraz Linux. Producentem tytułu jest inXile Entertainment, zaś wydawcą Deep Silver. Gra powstała dzięki zbiórce pieniędzy zorganizowanej w serwisie Kickstarter. W kwietniu 2012 roku udało się zebrać 3 miliony dolarów potrzebnych na produkcję gry. Tytuł został wydany 19 września 2014 roku.
Gra jest kontynuacją Wasteland wydanego w 1988 roku. Sequel przedstawia wydarzenia, które dzieją się 15 lat po tych, których gracze stali się świadkami w pierwszej odsłonie. Gracz ponownie obejmuje kontrolę nad oddziałem Strażników Pustkowi – paramilitarnej organizacji, w której skład wchodzą jedyni pozostali przy życiu przedstawiciele armii amerykańskiej po tym, jak wojna nuklearna zniszczyła prawie całą planetę.

## Fabuła
Akcja gry osadzona jest w alternatywnej historii, w której dochodzi do wybuchu wojny nuklearnej w roku 1998. Grupa żołnierzy US Army, której udało się przetrwać, utworzyła oddział „Strażników Pustkowi”. Jego celem była pomoc tym, którzy przeżyli katastrofę.

## Odbiór gry
Wasteland 2 spotkał się z pozytywnym odbiorem recenzentów, uzyskując według agregatora GameRankings średnią ocen wynoszącą 80,44% oraz 81/100 punktów według serwisu Metacritic.